# Équipe d'Égypte olympique de football
Maillots
L'équipe d'Égypte olympique de football  représente l'Égypte dans les compétitions de football espoirs comme les Jeux olympiques d'été, où sont conviés les joueurs de moins de 23 ans.

## Histoire
L'Égypte a participé à dix Tournois Olympiques de Football avant Londres 2012. Elle s'est pourtant qualifiée à 12 reprises, mais elle a renoncé aux Jeux de Melbourne en 1956 à cause de la guerre et à ceux de Moscou en 1980 pour raisons politiques. Dans l'ensemble, l'Égypte a été largement représentée par son équipe première. En effet, les Pharaons ne se sont qualifiés que pour les Jeux de Barcelone en 1992 depuis l'instauration de la règle imposant de présenter une équipe U-23. En dix participations, la sélection égyptienne n'a franchi la phase de groupes qu'à quatre reprises. Elle est tout de même parvenue à la quatrième place en 1928 à Amsterdam et en 1964 à Tokyo.
Actuellement, c'est Hany Ramzy, l'un des rares Égyptiens à s'être imposés en Europe, qui dirige la sélection olympique depuis 2009. L'ancien défenseur international a réussi à qualifier son pays pour les Jeux olympiques après une absence de 20 ans, en terminant à la troisième place du tournoi qualificatif disputé au Maroc en décembre 2011. Les Pharaons ont commencé par une victoire (1:0) face au Gabon, futur vainqueur de la compétition, mais se sont ensuite inclinés devant la Côte d'Ivoire sur le même score. Ils ont arraché leur qualification pour les demi-finales en battant les Sud-Africains (2:0). Ils ont ensuite rencontré le pays hôte dans un derby nord-africain qui s'est soldé par une victoire (3:2) des Marocains. Dans le match pour la troisième place, les Égyptiens ont obtenu leur sésame pour la phase finale en s'imposant (2:0) face au Sénégal.
Concernant les Jeux olympiques d'été de 2012, Hany Ramzy déclara : « Nous n'irons pas à Londres pour faire de la figuration ».

## Palmarès
Demi-finale en 1928, 1964 et 2024

## Parcours lors des Jeux olympiques
Depuis les Jeux olympiques d'été de 1992, le tournoi est joué par des joueurs de moins de 23 ans.
| Football aux Jeux olympiques | Football aux Jeux olympiques | Football aux Jeux olympiques | Football aux Jeux olympiques | Football aux Jeux olympiques | Football aux Jeux olympiques | Football aux Jeux olympiques | Football aux Jeux olympiques | Football aux Jeux olympiques |
| Année                        | Tour                         | Classement                   | J                            | G                            | N                            | P                            | Bp                           | Bc                           |
| ---------------------------- | ---------------------------- | ---------------------------- | ---------------------------- | ---------------------------- | ---------------------------- | ---------------------------- | ---------------------------- | ---------------------------- |
| 1896                         | Pas de tournoi               | -                            | -                            | -                            | -                            | -                            | -                            | -                            |
| 1900                         | Non participant              | -                            | -                            | -                            | -                            | -                            | -                            | -                            |
| 1904                         | Non participant              | -                            | -                            | -                            | -                            | -                            | -                            | -                            |
| 1908                         | Non participant              | -                            | -                            | -                            | -                            | -                            | -                            | -                            |
| 1912                         | Non participant              | -                            | -                            | -                            | -                            | -                            | -                            | -                            |
| 1920                         | 1er tour                     | 10                           | 1                            | 0                            | 0                            | 1                            | 1                            | 2                            |
| 1924                         | Quart de finale              | 8                            | 2                            | 1                            | 0                            | 1                            | 3                            | 5                            |
| 1928                         | Demi-finale                  | 4                            | 4                            | 2                            | 0                            | 2                            | 12                           | 19                           |
| 1932                         | Pas de Tournoi               | -                            | -                            | -                            | -                            | -                            | -                            | -                            |
| 1936                         | 1er tour                     | 11                           | 1                            | 0                            | 0                            | 1                            | 1                            | 3                            |
| 1948                         | 1er tour                     | 11                           | 1                            | 0                            | 0                            | 1                            | 1                            | 3                            |
| 1952                         | 1er tour                     | 13                           | 2                            | 1                            | 2                            | 1                            | 6                            | 7                            |
| 1956                         | Forfait                      | -                            | -                            | -                            | -                            | -                            | -                            | -                            |
| 1960                         | 1er tour                     | 12                           | 3                            | 0                            | 1                            | 2                            | 4                            | 11                           |
| 1964                         | Demi-finale                  | 4                            | 6                            | 2                            | 1                            | 3                            | 18                           | 16                           |
| 1968                         | Forfait                      | -                            | -                            | -                            | -                            | -                            | -                            | -                            |
| 1972                         | Non qualifiée                | -                            | -                            | -                            | -                            | -                            | -                            | -                            |
| 1976                         | Non qualifiée                | -                            | -                            | -                            | -                            | -                            | -                            | -                            |
| 1980                         | Forfait                      | -                            | -                            | -                            | -                            | -                            | -                            | -                            |
| 1984                         | Quart de finale              | 7                            | 4                            | 1                            | 1                            | 2                            | 5                            | 5                            |
| 1988                         | Non qualifiée                | -                            | -                            | -                            | -                            | -                            | -                            | -                            |
| 1992                         | 1er tour                     | 12                           | 3                            | 1                            | 0                            | 2                            | 5                            | 6                            |
| 1996                         | Non qualifiée                | -                            | -                            | -                            | -                            | -                            | -                            | -                            |
| 2000                         | Non qualifiée                | -                            | -                            | -                            | -                            | -                            | -                            | -                            |
| 2004                         | Non qualifiée                | -                            | -                            | -                            | -                            | -                            | -                            | -                            |
| 2008                         | Non qualifiée                | -                            | -                            | -                            | -                            | -                            | -                            | -                            |
| 2012                         | Quart de finale              | 8                            | 4                            | 1                            | 1                            | 2                            | 6                            | 8                            |
| 2016                         | Non qualifiée                | -                            | -                            | -                            | -                            | -                            | -                            | -                            |
| 2020                         | Quart de finale              | 8                            | 4                            | 1                            | 1                            | 2                            | 2                            | 2                            |
| 2024                         | Demi-finale                  | 4                            | 6                            | 2                            | 2                            | 2                            | 5                            | 11                           |
| 2028                         | À venir                      | -                            | -                            | -                            | -                            | -                            | -                            | -                            |
| 2032                         | À venir                      | -                            | -                            | -                            | -                            | -                            | -                            | -                            |
| Total                        | 13/28                        | Aucune médaille              | 37                           | 11                           | 6                            | 20                           | 63                           | 90                           |

## Effectif actuel
Liste des 18 joueurs participant aux Jeux olympiques d'été de 2012.
| Sélectionneur | Sélectionneur       | Hany Ramzy                 | Hany Ramzy        | Hany Ramzy        |
| N°            | Nom                 | Date de Naissance          | Sélections (buts) | Club              |
| Gardiens      |                     |                            |                   |                   |
| 1             | Ahmed El-Shenawy    | 14 mai 1991 (21 ans)       | 17 (0)            | Al-Masry          |
| 18            | Mohamed Bassem      | 25 décembre 1990 (21 ans)  | 4 (0)             | Tala'ea El Geish  |
| Défenseurs    |                     |                            |                   |                   |
| 2             | Mahmoud Alaa Eldin  | 1er janvier 1991 (21 ans)  | 13 (0)            | Haras El-Hedood   |
| 3             | Ali Fathy           | 2 janvier 1992 (21 ans)    | 17 (0)            | Nacional          |
| 4             | Omar Gaber          | 30 janvier 1992 (20 ans)   | 18 (2)            | Zamalek           |
| 6             | Ahmed Hegazy        | 25 janvier 1991 (21 ans)   | 22 (0)            | Fiorentina        |
| 12            | Islam Ramadan       | 1er novembre 1990 (22 ans) | 12 (0)            | Haras El-Hedood   |
| 15            | Saad Samir          | 1er avril 1989 (23 ans)    | 13 (0)            | Al Ahly           |
| Milieux       |                     |                            |                   |                   |
| 8             | Shehab El-Din Ahmed | 22 août 1990 (22 ans)      | 22 (1)            | Al Ahly           |
| 13            | Saleh Gomaa         | 1er août 1993 (18 ans)     | 20 (3)            | Nacional          |
| 14            | Hossam Hassan       | 30 avril 1989 (23 ans)     | 32 (1)            | Gil Vicente       |
| 17            | Mohamed Elneny      | 19 juillet 1992 (20 ans)   | 21 (3)            | Bâle              |
| 10            | Emad Moteab         | 20 février 1983 (29 ans)   | 4 (1)             | Al Ahly           |
| 5             | Mohamed Aboutreika  | 7 novembre 1978 (33 ans)   | 0 (0)             | Al Ahly           |
| 7             | Ahmed Fathy         | 10 novembre 1984 (27 ans)  | 0 (0)             | Al Ahly           |
| Attaquants    |                     |                            |                   |                   |
| 9             | Marwan Mohsen       | 26 février 1989 (23 ans)   | 34 (20)           | Petrojet          |
| 11            | Mohamed Salah       | 15 juin 1992 (20 ans)      | 17 (6)            | Liverpool         |
| 16            | Ahmed Magdy         | 9 décembre 1989 (23 ans)   | 16 (3)            | Ghazl El Mahallah |